# Mistinguett

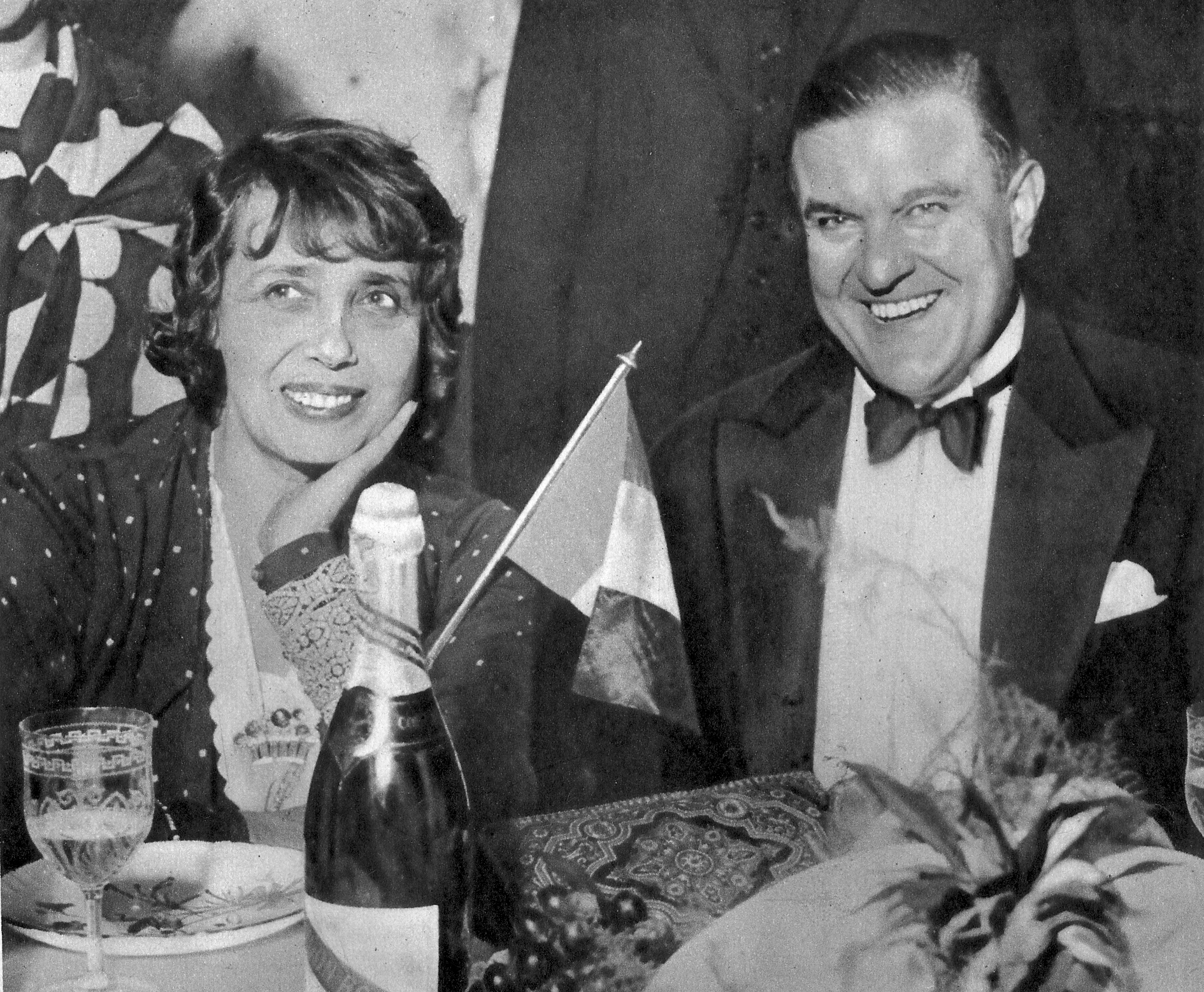
Mistinguett e o astro sueco do teatro de revista Ernst Rolf (1891-1932) em Estocolmo, 1931.

Jeanne Bourgeois, artisticamente conhecida como Mistinguett (Enghien-les-Bains, Val-d'Oise, Île-de-France, 3 de abril de 1875 – Bougival, 5 de janeiro de 1956) foi uma cantora e atriz francesa.
Começou como florista em um restaurante, na sua cidade natal, cantando cançonetas populares enquanto vendia as flores.
Seu grande sonho era brilhar em grandes palcos. Sabendo não ter um talento aguçado, fez os pais investirem em aulas de dança e de canto. Posteriormente, alterou a sua profissão, a sua voz e o seu nome artístico, tendo utilizado sucessivamente Miss Helyett, Miss Tinguette, "Mistinguette" e, finalmente, Mistinguett, sem o "e" no final (se pronuncia Mistãgueti).
Estreou no Cassino de Paris, em 1895, aparecendo também em espetáculos no Folies Bergère, no Moulin Rouge, e no Eldorado. A sensualidade de suas apresentações cativou Paris, tornando-a a mais popular vedete de sua época e a mais bem paga do mundo. Em 1919, as suas pernas foram cobertas por uma apólice de seguros, pela importância segurada de 500 000 francos, milionária à época. Nos anos 20, encenou operetas de sucesso: "Paris qui danse", "Paris qui jazz", "En douce", "Ça, c'est Paris", e "Oui, je suis de Paris".
A maioria de suas músicas usa como acompanhamento musical a corneta, característica de sua época. Suas músicas são marcadas pela sensualidade e alegria nas letras. Tinha também um talento enorme para escolher as canções pela popularidade das mesmas. Por isso, Mistinguett também é conhecida como um símbolo dos anos loucos, os loucos anos 20.
Mesmo sendo um símbolo dos anos 20, Mistinguett teve uma carreira muito longa. Conhecida desde o fim do século XIX, não deixou de trabalhar até a sua morte, nos anos 50.
Também lançou muito da moda. Bem antes de Coco Chanel, Mistinguett já usava seus cabelos curtos e cruzava elegantemente as pernas, além de fumar muito, hábito que, antes dela, era restrito apenas aos homens. Foi um símbolo de ousadia e de vanguarda, isso quando o século XX ainda nem despontara completamente.
Após 1933, sua carreira começou a entrar em lentíssimo declínio. Mesmo assim, nunca parou de trabalhar. Numa época sem cirurgias plásticas e cosméticos avançados, chamou atenção a jovialidade que ela demonstrava mesmo após ter passado dos 60 anos. Aparentava ter 20 anos a menos, tanto que no filme "Rigolboche", de 1936, quando ela tinha 61 anos, ela fazia o papel de uma cantora que mostrava suas belas pernas e era mãe de um garoto de 6 anos. Era apelidada de "indestrutível".
Trabalhou nos primeiros filmes da indústria cinematográfica francesa, época em que os filmes ainda eram mudos. No cinema falado, trabalhou em "Rigolboche", em 1936 e em "Carrocelo del varietà", de 1955, um ano antes de morrer. No entanto, não gostava de atuar em filmes, dizendo que não tinha a mínima graça trabalhar olhando para uma máquina de olho de vidro, conforme ela própria dizia. Mistinguett foi sobretudo uma artista que precisava de contato direto com o público. Isso explica o seu sucesso: mesmo sem ter voz potente e sem dançar com desenvoltura, hipnotizava plateias.
Manteve um longo relacionamento com o jovem Maurice Chevalier, treze anos mais novo que ela, muito embora tenha mantido outros tórridos envolvimentos amorosos, que se tornaram lendários em seu tempo, como o caso com um marajá indiano e o filho da Rainha Vitória, da Inglaterra.
No início do século XX, teve um romance com o engenheiro e diplomata Leopoldo José de Lima e Silva, de rica família do Rio e cônsul do Brasil em Paris, com quem teve um filho, nascido em 1901.
Não é de se estranhar que em algumas de suas canções seja citado um riche brésilien, como em "Gosse de Paris" e "Sur le boulevard des italiens".
Em 1923, esteve no Brasil na inauguração do hotel Copacabana Palace, no Rio de Janeiro. Sua presença foi muito alardeada, mas mesmo assim Mistinguett, famosa por ter as mais belas pernas do mundo, foi proibida de exibi-las.
Por ocasião de uma de suas visitas ao Brasil, um jovem escritor carioca da década de 1920, Benjamim Costallat, escreveu uma pequena crônica sobre Mistinguett. Apesar da visão crítica do autor, vale citar o texto, que demonstra a influência da celebridade francesa - a "mais parisiense das parisienses", nos dizeres dele:
"Não conhecem Mistinguett? Pois bem, ela está aí, de há muito, em toda parte. A moda dos cabelos curtos, essas criaturas que andam com o pescoço raspado a navalha? Mistinguett! Atitudes displicentes, mãos na cintura, pés de lado, mulheres elegantemente magras? Mistinguett! Voz lenta, compassada, arrastada, gemida, ligeiramente rouca? Mistinguett! Sempre Mistinguett! Em toda parte Mistinguett. A moda é Mistinguett. E esse gênero Mistinguett, e as audácias de Mistinguett, de tal forma invadiram o mundo, que a curiosa artista dentuça (...) foi a causa remota de todos esses hábitos de ‘apache’ que as mulheres elegantes hoje têm. Antes da ‘gigolette’ criada por Mistinguett, não era elegante nem a mulher fumar, nem cruzar as pernas, nem cortar os cabelos, nem colocar as mão nas ancas. Eram hábitos muito pouco recomendáveis. Hoje tudo isso se faz na alta sociedade. (...) Não protestemos. Tiremos apenas o nosso chapéu diante de Mistinguett, a gloriosa antepassada, a alegre avó da falta de educação deste século!... ".
Gravou discos relativamente tarde, em 1920, quando tinha 45 anos. Seu primeiro sucesso em discos foi "Mon Homme", com letra de Albert Willemetz, autor de numerosas canções e revistas teatrais para o Folies Bergères, então nos Estados Unidos da América. A canção foi popularizada sob o seu título em inglês, "My Man", na voz de Fanny Brice, integrando o repertório de numerosos cantores populares e de jazz. A própria Mistinguett regravou-a algumas vezes. A versão mais conhecida é de 1938, e a última foi gravada em 1949.
Outra canção estreada por ela foi a inesquecível "Ça c'est Paris", gravada em 1926 e 1927, em duas versões muito parecidas.  A música foi regravada em numerosas mídias e versões, e é conhecida até hoje.
O repertório de Mistinguett gira em torno de 150 títulos, gravados entre 1920 e 1942. Mas existem registros de gravações realizadas em 1949, entre as quais a última versão de "Mon Homme" e de "C'est vrai". Entre os títulos mais célebres de seu repertório se destaca a já citada  "Ça c'est Paris", "C'est Vrai" (que aparentemente foi resposta a críticas feitas à Mistinguett, como o fato de exibir suas pernas, gastar muito e se cuidar), "Oui, je suis de Paris" (cantada no filme "Rigolboche", de 1936), "Je cherche un millionaire", "Je vous ai reconnu", "Un petit boy c'est gentil", "Si tu vas sur le port", "Nuits de Paris", além de muitas outras.
Durante uma das muitas turnês nos Estados Unidos, foi-lhe pedido por um repórter da Time Magazine que explicasse a sua popularidade. Ela simplesmente respondeu: "É um tipo de magnetismo. Eu digo 'chegue mais perto' e trago-os a mim."
Foi contemporânea da vedete americana naturalizada francesa, Josephine Baker.
No início dos anos 50, trabalhou na célebre peça "Paris s'emmuse", em cartaz por vários meses. Foi sua última revista.
Em 1954, publicou suas memórias, sob o título "Toute ma vie" (Toda minha vida), que foi um grande best seller. Faleceu aos 80 anos de idade, em 5 de janeiro de 1956, e está sepultada no cemitério de Enghien-les-Bains, na Île-de-France, na França.
Quando morreu, foi destaque em todos os jornais de Paris. Diziam que ela, apesar de seus 80 anos, ainda tinha as mais belas pernas do mundo. E a escritora Colette dizia que Mistinguett não era apenas uma artista do Music Hall, mas um "patrimônio nacional".

## Filmografia
- Carosello del varietà (1955)
- Rigolboche (1936) .... Lina Bourget
- Île d'amour, L' (1928)

... aka Island of Love (International: English title)
- Mistinguett détective II (1917)
- Mistinguett détective (1917)
- Fleur de Paris (1916) .... Margot Panard et Mistinguett
- Chignon d'or (1916) .... Mistinguett

... aka The Gold Chignon (USA: literal English title)
- Doppia ferita, La (1915)
- Valse renversante, La (1914)
- Misérables - Époque 4: Cosette et Marius, Les (1913) .... Éponine
- Misérables - Époque 3: Cosette, Les (1913) .... Éponine
- Misérables - Époque 2: Fantine, Les (1913) .... Éponine Thénardier
- Misérables - Époque 1: Jean Valjean, Les (1913) .... Éponine Thénardier
- Sous la menace (1916)
- Glu, La (1913) .... Fernande, dite 'La Glu'
- Une bougie récalcitrante (1912)
- Parapluie, Le (1912)
- Vocation de Lolo, La (1912)
- À bas les hommes (1912)
- Bal costumé (1912)
- Coup de foudre, Le (1912)
- Folle de Penmarch, La (1912) .... Yvonne

... aka Folle de Pen-March, La (France)
- Moche, La (1912)
- Oubliée, L' (1912)
- Un enfant terrible (1912)
- Clown et le pacha, Le (1911)
- Épouvante, L' (1911) .... La star de music-hall

... ou Terror-Stricken (UK)
- Ruse de Miss Plumcake, La (1911) .... Miss Plumcake
- Timidités de Rigadin, Les (1910) .... La fiancée de Rigadin
- Ce bon docteur (1909)
- Enlèvement de Mademoiselle Biffin, L' (1909)
- Un mari qui l'échappe belle (1909)
- Fiancée récalcitrante, La (1909)
- Fleur de pavé (1909)
- Empreinte ou La main rouge, L' (1908)